# Glypta nana
Glypta nana är en stekelart som beskrevs av Dasch 1988. Glypta nana ingår i släktet Glypta och familjen brokparasitsteklar. Inga underarter finns listade i Catalogue of Life.